# KTAL-Sendemast
Der KTAL-Sendemast ist ein 474,9 Meter hoher Sendemast von KTAL, einer amerikanischen Fernsehgesellschaft, zur Verbreitung von Fernsehprogrammen in Vivian, Louisiana, USA.
Der KTAL-Sendemast war zum Zeitpunkt seiner Fertigstellung im Jahr 1961 das höchste Bauwerk in Louisiana.